# Бартекова, Данка
Данка Бартекова (словац. Danka Barteková, род. 19 октября 1984, Тренчин, Западно-Словацкий край) — словацкая спортсменка, выступающая в дисциплине скит стендовой стрельбы, бронзовая медалистка Олимпийских игр 2012, 9-кратная медалистка чемпионатов мира, 10-кратная чемпионка Европы, 5-кратная победительница этапов кубка мира, серебряная медалистка Универсиады 2011. Спортсмен года Словакии 2023.

## Биография
Данка Бартекова родилась 19 октября 1984 года в Тренчине. Сестра Данки Бартековой, Ленка Костелецкая замужем за знаменитым чешским стрелком Давидом Костелецки.
Имеет образование по специальности «Международные отношения» в Университете Матея Бела в Банска-Бистрице, который окончила в 2009 году.

## Карьера
На чемпионатах мира 2005 и 2006 Бартекова становилась бронзовым призёром в ските. Она также завоевала серебряную медаль в финале Кубка мира в 2006 году.
Участвовала на Олимпийских играх 2008 года в Пекине в статусе действующей мировой рекордсменки, но не прошла в финал, став восьмой в квалификации.
На чемпионате мира 2010 года вновь завоевала бронзу, а в финале Кубка мира 2011 года стала серебряным призёром. На Универсиаде в Шэньчжэне завоевала серебро, лишь в перестрелке уступив соотечественнице Монике Земковой. В 2012 году Бартекова выиграла финал Кубка мира.
В 2012 году тренером спортсменки был Юрай Седлак. Бартекова завоевала бронзовую медаль на летних Олимпийских играх в Лондоне в дисциплине скит. Словацкая спортсменка показала одинаковый результат в финале с россиянкой Мариной Беликовой (90 мишеней) и выиграла бронзовую медаль по результатам перестрелки. В том же году Бартекова была избрана в комиссию атлетов МОК сроком на 8 лет.
Была знаменосцем словацкой команды на церемонии открытия Олимпийских игр 2016 года в Рио-де-Жанейро. В квалификационных соревнованиях словацкая спортсменка заняла лишь шестнадцатое место с результатом 64 мишени и не вышла в финал. По словам Бартековой, это стало разочарованием для неё, так как была проведена хорошая подготовка.
На Олимпийских играх 2020 года заняла 13-е место в квалификации и не вышла в финал.